# Francesco Caldogno (morto 1608)
Francesco Caldogno (Vicenza, metà del XVI secolo – luglio 1608) è stato un militare e funzionario italiano.

## Biografia
Nacque in una nobile famiglia vicentina, figlio di quell'Antonio che fu capitano della cavalleria per il marchese del Vasto e generale di Carlo V.
Esperto dei confini tra il Vicentino, dominio della Serenissima, il principato vescovile di Trento e la contea del Tirolo, entrambi sotto l'influenza asburgica, si occupò del loro controllo sin dalla peste del 1578. A partire dal 1582 fu ufficialmente al servizio del governo veneziano dapprima come ispettore dei Sette Comuni, quindi, dal 1600, come provveditore ai confini in Vicentina.
Si trattava di un incarico di grande responsabilità: agli ordini dei rettori di Vicenza, doveva stabilirsi nella zona in caso di necessità, esaminare i contenziosi di confine e, in caso, sottoporli ai magistrati vicentini o veneziani; poteva altresì compiere rappresaglie servendosi delle milizie popolari, le cosiddette cernide della pianura (nei Sette Comuni non erano ancora stati organizzati contingenti di questo tipo).
Gli scontri di frontiera non dovettero essere pochi dato che nel 1604 dichiarava di aver rischiato la vita ben trentotto volte. Tra le operazioni svolte, si ricordano quella del 1603, quando presso il passo Pertica distrusse casere e malghe costruite dai grignesi a discapito dei sudditi veneti, e quella del 1606 durante la quale, armato un gruppo di eneghesi, fece rimuovere una catena di ferro che il comandante di Primolano (frazione del comune di Valbrenta in Veneto) aveva posto lungo il Brenta impedendo il libero traffico di legname e imponendo un dazio.
Fu inoltre impegnato in varie trattative con le signorie confinanti. Nel 1584 era presso il vescovo di Trento per chiedere la liberazione di alcuni boscaioli catturati dagli abitanti di Levico. Nel 1602 tornò dal presbitero con il giurista Ettore Feramosca per discutere definitivamente i confini, ma incontrò la netta opposizione di Osvaldo Trapp, signore di Caldonazzo, che da tempo prevaricava i sudditi veneti lungo i luoghi contesi, fugandoli con la violenza, costruendo case e mulini, imponendo dazi e ostacolando l'importazione di merci veneziane. Quando nel 1605 fu finalmente raggiunto un accordo, il Caldogno mosse alcuni dubbi al riguardo, ritenendo che la Serenissima avesse ceduto troppo nei confronti del Sacro Romano Impero; il governo, in realtà, sperava in un eventuale aiuto di Massimiliano d'Austria nel contenimento dei pirati Uscocchi.
Nel 1598 inviava al doge Marino Grimani un approfondito trattato sulle Alpi Vicentine, descrivendovi i luoghi e gli abitanti che le popolavano. Nello stesso consigliava di istituire un'"ordinanza militare" costituita da soldati settecomunigiani, da lui considerati "molto robusti e bellicosi" e comunque fedeli a Venezia.
Nel 1606 il Senato prese in considerazione la proposta, ordinando al capitano di Vicenza Vincenzo Pisani di istituire, con l'aiuto del Caldogno, una milizia permanente per i Sette Comuni. Il Pisani si mosse con poca cautela, pretendendo una coscrizione di ben cinquemila uomini di età compresa tra i diciotto e i quarantacinque anni, ma incontrò il rifiuto dei rappresentanti locali, disposti a fornire non più di seicento fanti e comunque timorosi di perdere la loro secolare autonomia. Fu solo grazie all'atteggiamento diplomatico del Caldogno che non si arrivò alla rottura raggiungendo un accordo: notando che l'Arsenale non avrebbe inviato più mille archibugi, affermò che sarebbero stati sufficienti altrettanti uomini, da suddividersi fra tutti i Sette Comuni.
I suoi sforzi furono però vani perché, alla sua morte, il progetto non si era ancora concretizzato. Toccò all'omonimo nipote, suo successore nella carica di provveditore, riprendere in mano le trattative.
Per i suoi meriti venne insignito, nel 1603, del titolo di cavaliere. Da una sua breve relazione sullo stato del torrente Astico apprendiamo che ebbe anche delle approfondite conoscenze nella regolazione delle acque. Si cita, infine, una vicenda risalente al 1604: in quell'anno chiese in feudo un'antica torre presso l'Astico, dove intendeva gestire i diritti di pesca e aprire un'osteria esentata dai dazi, in base ai privilegi di cui godevano i limitrofi Sette Comuni; non gli fu concessa per l'opposizione delle comunità di Caltrano, Cogollo e Piovene.